# Blondelia hyphantriae
Blondelia hyphantriae là một loài ruồi trong họ Tachinidae.